# Непри
Непри (npr, nprj, от nрг, «непер», «зерно») — бог зерна в древнеегипетской мифологии.

## Общие сведения
Изображался в виде человека с телом сплошь разрисованным колосьями или зёрнами пшеницы. Также его изображали с колосьями пшеницы в руках. Иероглифы, которыми записывалось имя Непри, включают в себя символы с изображением зёрен пшеницы. Кроме того, Непри часто изображали в виде ребёнка, которого кормила грудью Рененутет. Непри считали «господином рта» (дословный перевод имени), а его мать идентифицировали с Рененутет, которая отдала «Ран» (одна из разновидностей души) и настоящее имя, также она выступала в качестве источника питания. Иногда Рененутет и Непри ассоциировали с Исидой и Гором.
Имя Непри отождествляли с наиболее часто используемыми видами зерновых культур, таких как ячмень и пшеница. В мифе об Осирисе и Исиде было сказано: «теперь Осирис является богом жизни, смерти и возрождения», подобные записи встречаются во многих культурах мира. Эта история ассоциировалась с ежегодными урожаями и неурожаями зерновых культур. Таким образом, Непри стали рассматривать как некий вариант Осириса, и он получил титул «живущий после смерти». В период Нового царства появляются первые упоминания о его жене по имени Непит. В наиболее древних текстах словом «Непри» называли «молодую воду», что символизировало начало разлива Нила, несущего плодородный ил. В заупокойных культах Непри символизировал семя пшеницы, которое снова оживёт, после того как будет посеяно в землю. Таким образом Непри помогал усопшему возродиться вновь после предания его земле.
В заклинаниях об обеспечении умерших пищей Непри выступает в образе бога пива, которое использовали для ритуальных возлияний. Днём рождения Непри считался первый день жатвы.